# شصت و یکمین مراسم جایزه گرمی
شصت و یکمین مراسم جایزه گرمی در ۱۰ فوریه ۲۰۱۹، در سالن استیپلز سنترِ لس آنجلس برگزار شد. در این دوره، آلیشا کیز میزبانی مراسم را بر عهده داشت. نامزدهای این دوره، در ۷ دسامبر ۲۰۱۸ معرفی شدند.